# Hrabstwo Clark (Kentucky)
Hrabstwo Clark – hrabstwo w USA, w stanie Kentucky. Według danych z 2010 roku, hrabstwo zamieszkiwało 35613 osób. Siedzibą hrabstwa jest Winchester.